# Hans-Jürgen Hellfritz
Hans-Jürgen Hellfritz (* 25. September 1947 in Munster) ist ein ehemaliger deutscher Fußballspieler, der als Aktiver der Vereine Hamburger SV und Eintracht Braunschweig in den Jahren 1966 bis 1976 in der Fußball-Bundesliga 152 Ligaspiele absolvierte und dabei sieben Tore erzielte.

## Laufbahn
Der A-Jugendspieler des SV Munster wurde erstmals im April 1966 in der Runde 1965/66 vom DFB in die Deutsche Jugend-Fußballnationalmannschaft berufen. Mit der Jugend-Auswahl nahm er im Mai 1966 am UEFA-Juniorenturnier in Jugoslawien teil und kam in den Gruppenspielen gegen Schottland und Spanien an der Seite der Mitspieler Norbert Nigbur, Horst Köppel, Heinz Flohe, Rainer Budde und Karl-Heinz Handschuh zum Einsatz. Zur Runde 1966/67 wurde er Lizenzspieler beim Bundesligisten Hamburger SV.
Zur HSV-Mannschaft kamen 1966 noch Elmar May von Borussia Neunkirchen und Hans Schulz von Werder Bremen. Unter der sportlichen Leitung von Trainer Josef Schneider und dem Technischen Direktor Georg Knöpfle debütierte der Nachwuchsfußballer am 28. Januar 1967 bei der 2:4-Auswärtsniederlage bei Borussia Mönchengladbach als Halbstürmer in der Bundesliga. Bernd Dörfel stürmte auf Rechtsaußen und Uwe Seeler im Angriffszentrum. Im Europapokal der Pokalsieger 1967/68 kam das Talent im Viertelfinale im Februar und März 1968 im Hin- und Rückspiel gegen Olympique Lyon zum Einsatz. Auch in den Halbfinalbegegnungen gegen Cardiff City am 24. April und am 1. Mai 1968 stand er im erfolgreichen HSV-Team. Im Ninian Park in Cardiff entschied Franz-Josef Hönig mit einem Treffer in der 90. Spielminute die Partie für den HSV. Am Ende des Spieljahres 1967/68 wurde er vom DFB am 3. Juni 1968 für das Länderspiel der Juniorennationalmannschaft U 23 in Kassel gegen England nominiert. Bei der 0:1-Niederlage der DFB-Talente bildete Hellfritz auf Halbrechts mit Gustav Jung, Karl-Heinz Handschuh, Rainer Budde und Horst Köppel den deutschen Angriff. Erst in seiner vierten Saison, 1969/70, eroberte er sich beim HSV einen Stammplatz. Er kam in dieser Runde auf 28 Einsätze und erzielte dabei vier Tore. Zusammen mit Klaus Zaczyk, Hans Schulz und Franz-Josef Hönig bildete er dabei in der Regel das Mittelfeld der jetzt wieder offiziell von Georg Knöpfle trainierten HSV-Mannschaft. Am 24. September 1969 kam er zu seinem zweiten Einsatz in der U 23-Auswahl des DFB. In Bukarest verlor die deutsche Mannschaft mit 1:2 Toren gegen Rumänien und der Mann vom HSV bildete dabei mit Horst Blankenburg und Bernd Hölzenbein die Läuferreihe. In der Runde 1971/72 drängten mit Ole Bjørnmose und Manfred Kaltz unter Trainer Klaus-Dieter Ochs zwei weitere Spieler in die Stammformation, so dass Hellfritz nur noch in 14 Ligaspielen zum Einsatz kam. Neben den Ligaspielen avancierte das Abschiedsspiel von Vereinsidol Uwe Seeler am 1. Mai 1972 vor 61.000 Zuschauern gegen eine Internationale Auswahl – Franz Beckenbauer, Ferenc Bene, Georg Best, Geoff Hurst, Eusébio, Kálmán Mészöly, Gerd Müller – zu den Höhepunkten seiner Einsätze, als er zusammen mit Willi Schulz die Zentrale der Hamburger Defensive besetzte. Am 27./28. Mai nahm er mit dem HSV an einem Turnier in Spanien gegen die Teams von Palmeiras Sao Paulo und Real Zaragoza teil. Sein letztes Bundesligaspiel für die Hamburger absolvierte der Mann aus Munster am 28. Juni 1972 beim Heimremis von 2:2 gegen den 1. FC Köln. Zur Runde 1972/73 schloss er sich Eintracht Braunschweig an.
Bei der Mannschaft von Trainer Otto Knefler zählte er mit 33 Einsätzen und einem Treffer neben den Akteuren Bernd Franke, Wolfgang Grzyb, Franz Merkhoffer und Bernd Gersdorff, diese Vier hatten alle 34 Rundenspiele bestritten, zum Kern der Stammbesetzung. Am letzten Spieltag, den 9. Juni 1973, brachte die 1:2-Heimniederlage der Eintracht gegen Fortuna Düsseldorf durch den überraschenden 4:0-Auswärtserfolg von Hannover 96 beim Wuppertaler SV aber den Abstieg von Braunschweig zustande. In der Fußball-Regionalliga Nord holten sich Hellfritz und Kollegen – er war in 24 Spielen mit zwei Toren aktiv – aber nach 36 Pflichtspielen mit 125:23 Toren und 63:9 Punkten – 36:0 Heimpunkte – die Meisterschaft und zogen damit in die letztmals ausgespielte Aufstiegsrunde zur Fußball-Bundesliga ein. Dort setzte sich Braunschweig gegen den Hauptkonkurrenten 1. FC Nürnberg punktgleich mit dem besseren Torverhältnis durch und kehrte umgehend wieder in die Bundesliga zurück. Der Start war mit 0:4 Punkten verunglückt und Hellfritz hatte sieben Spiele in der Aufstiegsrunde absolviert.
In der Bundesliga übernahm Branko Zebec ab der Runde 1974/75 das Traineramt und führte den BL-Rückkehrer mit Einführung der Raumdeckung, absoluter Disziplin und ausgezeichneter Kondition auf den neunten Rang. Das Mittelfeld war überwiegend mit Aleksandar Ristić, Karl-Heinz Handschuh, Bernd Gersdorff und Dietmar Erler besetzt. Hellfritz teilte sich mit dem Talent Wolfgang Dremmler die Einsatzmöglichkeiten bei Ausfall eines der Stammspieler und absolvierte elf weitere Bundesligaspiele. In der Saison 1975/76 kam Braunschweig auf den fünften Rang und Hellfritz zu zehn Einsätzen. Mit dem Spiel am 12. Juni 1976 bei Eintracht Frankfurt beendete er seine Laufbahn in der Bundesliga. Er schloss sich zur Runde 1976/77 dem Lüneburger SK an, der in der Verbandsliga Niedersachsen seine Rundenspiele austrug.